# (3149) Okudzhava
(3149) Okudzhava est un astéroïde de la ceinture principale.

## Description
(3149) Okudzhava est un astéroïde de la ceinture principale. Il fut découvert le 22 septembre 1981 à l'Observatoire Kleť par Zdeňka Vávrová. Il présente une orbite caractérisée par un demi-grand axe de 2,25 UA, une excentricité de 0,16 et une inclinaison de 7,1° par rapport à l'écliptique.

## Compléments